# Huseníček rolní
Huseníček rolní (Arabidopsis thaliana), také chudina rolní, je drobná dvouděložná efemérní plevelná rostlina z čeledi brukvovitých, která se používá jako modelový organismus v molekulární genetice rostlin.

## Rozšíření
Druh pochází z oblastí okolo Středozemního moře a je rozšířen téměř v celé Evropě (vyjma severních území Skandinávie a Ruska), na jihozápadě Sibiře, jihovýchodě Střední Asie, Kavkaze a na pobřeží Malé Asie a východní i severní Afriky. Zavlečen byl do Číny, Japonska, na jih Afriky, sever Ameriky a také do Austrálie. Je mírně teplomilná, původně stepní rostlina která v České republice roste v teplejších nižších polohách poměrně hojně, v chladnějších horských oblastech je méně častá nebo se tam vyskytuje jen přechodně.
Vyrůstá na polích, úhorech, vinicích, na skalnatých a kamenitých svazích, na náspech při okrajích cest a železničních tratích, na rumištích a místech ovlivněných lidskou činností. Vyžaduje osluněné a mírně vlhké půdy které nevysychají v jarních měsících a obsahují dostatek živin i humusu a nejsou zásadité.

## Popis
Jednoletá nebo ozimá, krátkověká, jarní bylina obvykle jen s jednou, slabě modravě ojíněnou, na průřezu oblou lodyhou. Ta se někdy od báze odstále větví nebo řidčeji vyrůstají další lodyhy z paždí přízemních listů. Lodyhy dosahující výšky jen od 5 do 30 cm jsou téměř zcela lysé, pouze ve spodní části jsou porostlé odstávajícími chlupy. Řapíkaté listy, dlouhé 1 až 3 cm, rostou v přízemní růžici, mají obkopinatý tvar, na bázi se náhle zužují, jsou celokrajné nebo oddáleně zubaté a porůstají nejčastěji jednoduchými chlupy, v době květu již usychají. Nemnohé úzce eliptické nebo široce čárkovité, na vrcholu špičaté, celokrajné, střídavě vyrůstající lodyžní listy jsou k lodyze přisedlé zúženou bází.
Drobné, bílé, oboupohlavné a pravidelné čtyřčetné květy bez listenů vyrůstají na šikmo odstávajících stopkách dlouhých do 5 mm a jsou nahloučeny v počtu 8 až 40 v hroznovitém květenství. Zelenožluté, na vrcholu často slabě nafialovělé, úzce podlouhlé, volné, opadavé kališní lístky rostoucí ve dvou kruzích jsou 1,5 až 2 mm dlouhé a bývají lysé nebo porostlé jednoduchými chlupy. Bílé, u báze bledě žluté, tvarem lopatkovité korunní lístky jsou dlouhé 2 až 4 mm a široké 0,5 až 1,5 mm, na vrcholu jsou zaoblené. V květu huseníčku rolního se dále nachází šest čtyřmocných tyčinek rostoucích ve dvou kruzích a dvouplodolistový svrchní semeník se 40 až 70 vajíčky z něhož vyrůstá kratičká čnělka nesoucí rozšířenou dvoulaločnou bliznu.
Tento druh kvete od dubna do května, v některých případech ho lze najít rozkvetlý už v březnu. Rostlina je opylována drobným létajícím hmyzem, současně je schopna i samoopylení (autogamie). Ploidie je 2n = 10.
Prodloužené souplodí je vytvořeno čárkovitými, mírně prohnutými, tupě čtyřhrannými šešulemi, 10 až 20 mm dlouhými a okolo 1 mm širokými. Vyrůstají na šikmo až vodorovně odstávající stopkách dlouhých jako třetina až dvě třetiny délky šešule, ty mají uvnitř blanitou přepážku a jejich chlopně mají zřetelnou střední žilku. Hnědá až oranžová, lesklá, elipsoidní semena s jednou až dvěma podélnými rýhami bývají velká 0,3 až 0,5 mm a jsou v pouzdrech uložena v řadě.

## Rozmnožování
Rostlina se rozmnožuje pouze semeny která si udržují dlouhou dobu klíčivost a klíčí nepravidelně, jedná rostlina vyprodukuje několik stovek semen. Ve velkém počtu klíčí semena na podzim kdy mladé rostlinky při dostatku vláhy dobře rostou i v chladném období. Vytvoří tehdy listové růžice jež přezimují, následný rok roste brzy z jara a vykvétá většinou již v dubnu; využívá toho, že okolní kultury jsou ještě malé a má tak i přes svůj nízký vzrůst dostatek světla. Svůj životní cyklus rychle dokončí, v červnu obvykle již zcela mizí.
Někdy za příznivých klimatických poměrů na podzim téhož roku, obvykle v říjnu, rostliny z čerstvě vyklíčených semen ještě vykvetou a vzniknou tak dvě generace za rok, tato druhá však bývá početně slabší.

## Význam

### Plevel
Listové růžice huseníčku rolního jsou sice malé, ale často vyrůstají tak hustě, že utiskují kulturní plodiny, zastiňují je a odčerpávají jim vláhu a živiny. Jako běžný, ale málo významný plevel se v tuzemských podmínkách vyskytuje hlavně v ozimech a vytrvalých pícninách.

### Výzkum
Huseníček rolní je významnou modelovou rostlinou. Je nenáročný a má krátkou generační dobu (tzv. efeméra), navíc má na rostlinné poměry malý jaderný genom (157 milionů párů bází). Byl první rostlinou, jejíž genom byl sekvenován, a to v roce 2000. Má přibližně 27 000 genů, tedy řádově srovnatelné s člověkem.

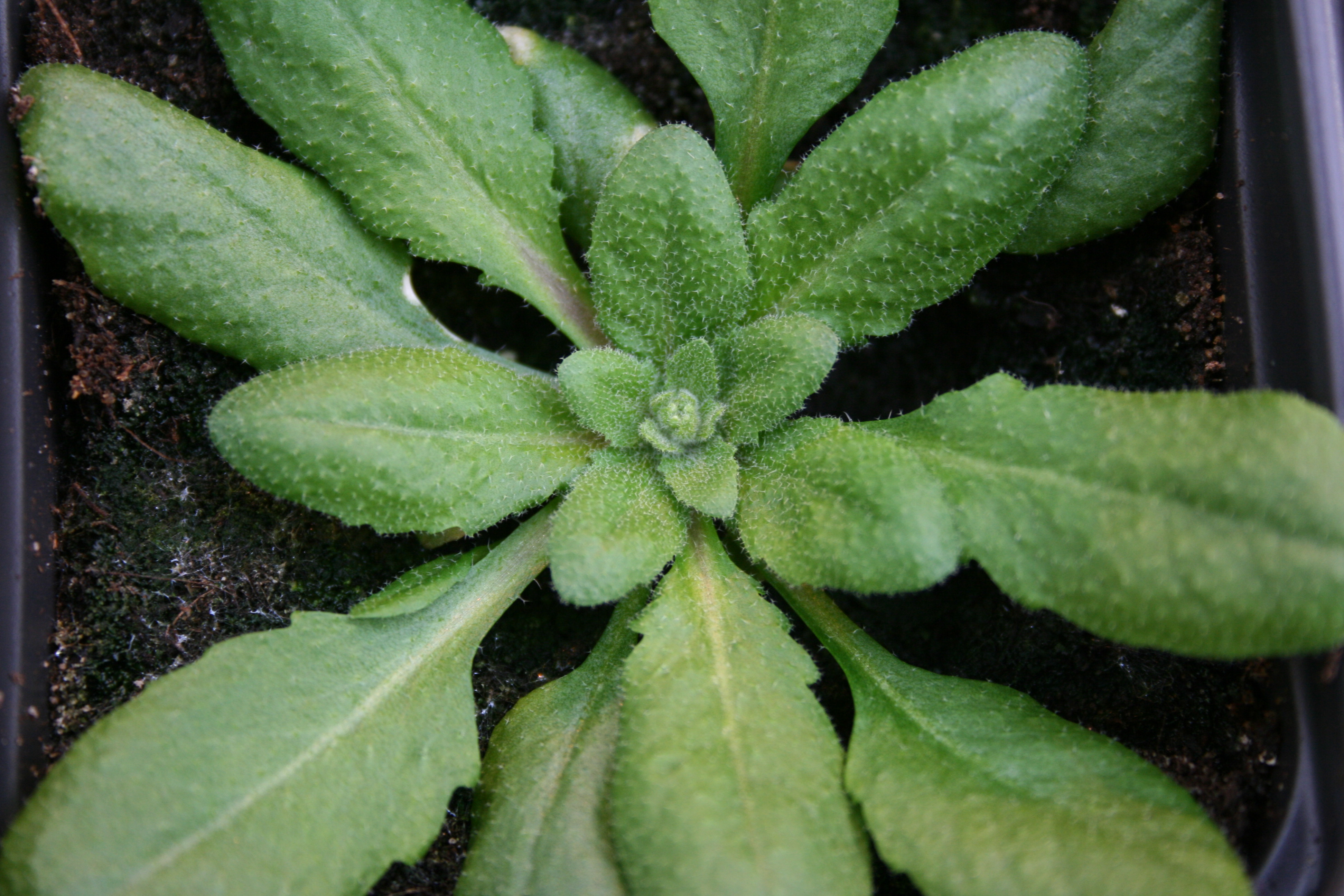
Růžice listů
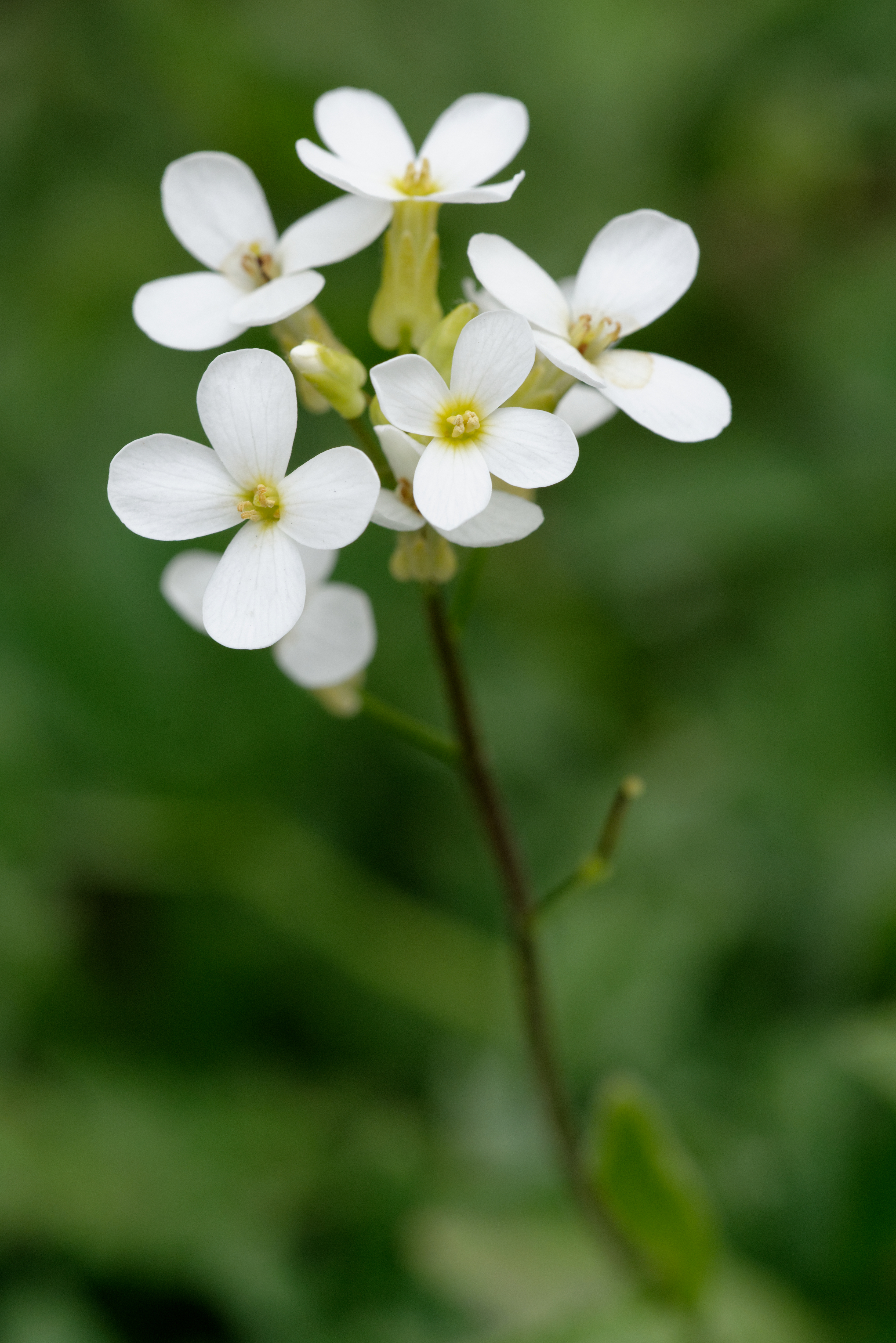
Květenství
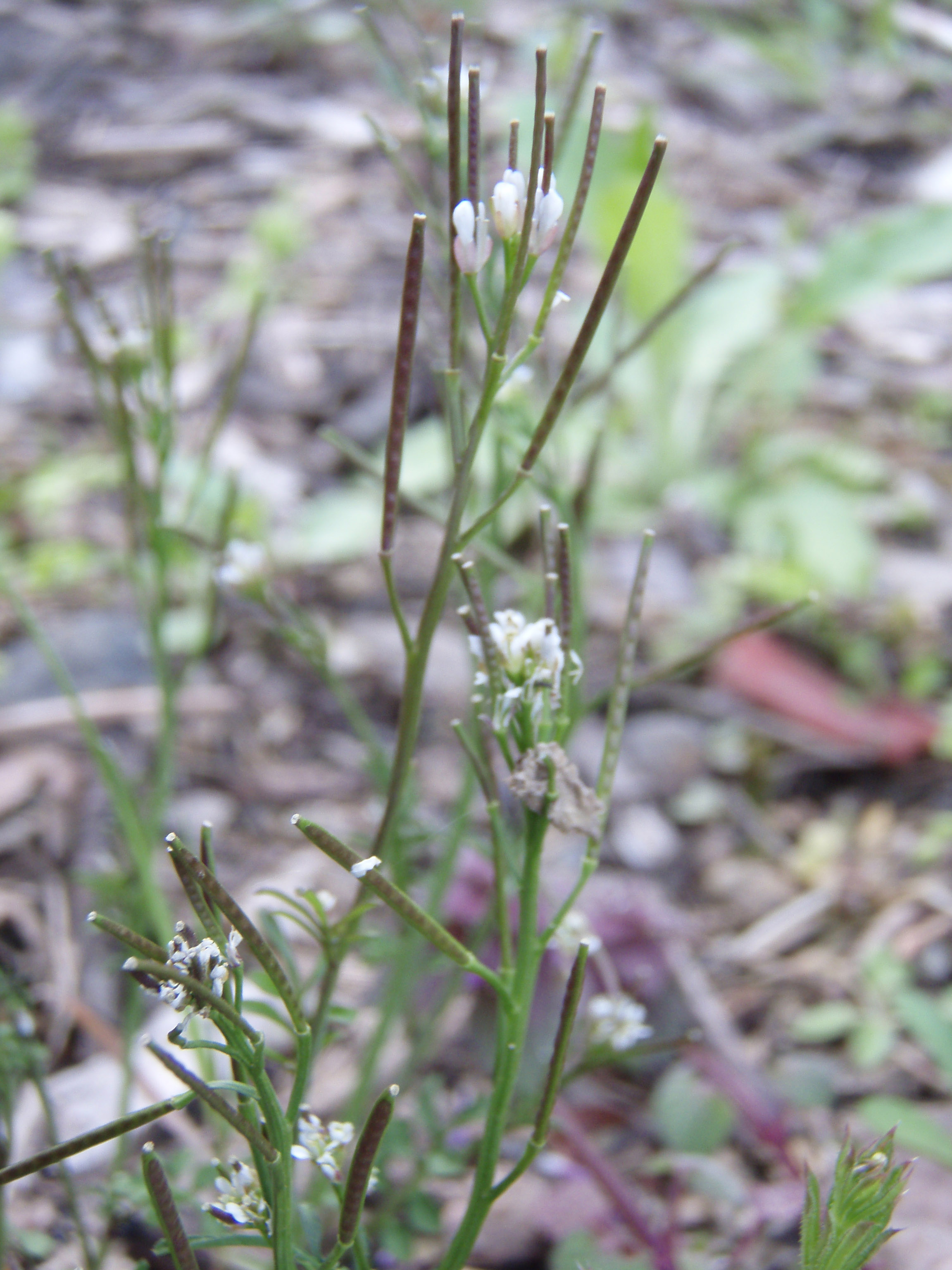
Dozrávající plody